# دشت‌های وست‌فالن

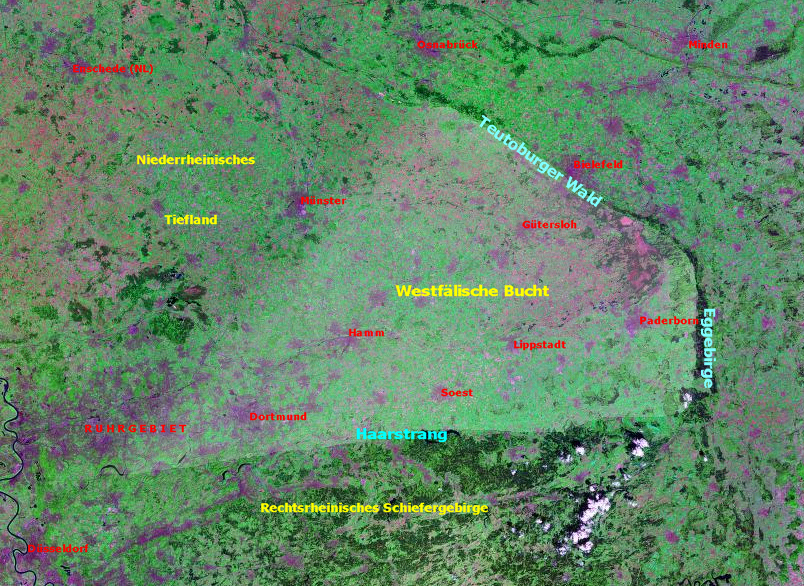
تصویر دشت‌های وست‌فالن از ماهوارهٔ لندست.

دشت‌های وست‌فالن (به آلمانی: Westfälische Bucht) سرزمین‌های پست در منطقه وستفالن در ایالت نوردراین وستفالن در آلمان هستند. این دشت‌ها قسمتی از سرزمین‌های پست شمال آلمان هستند و در در شمال شرقی صفحهٔ راین قرار می‌گیرند. این سرزمین از غرب به مرز هلند و بلژیک ختم می‌شود.

## رابطه با سرزمین‌های پست کنار راین
روابط میان سرزمین‌های پست در کنار راین و دشت‌های وستفالن آنقدر به هم بسیار نزدیک است و این مشخص کردن میان آن دور را سخت می‌کند. با این حال جنگل‌های توتبورگ را می‌توان به عنوان مرز در نظر گرفت.

## رودخانه‌ها
با قسمت ساحل شرقی رودخانه موز موازی است. رودخانهٔ راین از کل این منطقه عبور می‌کند. در عین حال رودخانه‌های رور، امشر و لیپه هم از همین منطقه عبور می‌کنند و به اندازهٔ راین اهمیت دارند. 